# قبار إجاصي الأوراق
قبار إجاصي الأوراق (الاسم العلمي:Capparis pyrifolia) هو نوع من النباتات يتبع جنس القبار من الفصيلة القبارية.